# Chris Kirkpatrick
Christopher Alan Kirkpatrick (* 17. října 1971) je americký zpěvák, tanečník, herec známý jako zakládající člen popové skupiny 'N Sync. Poskytl hlasy pro řadu dětských představení, včetně hlasu Chipa Skylarka ve The Fairly OddParents. Také hrál v seriálu The Simpsons jako sám sebe, spolu se svými kolegy 'N Sync v epizodě „New Kids On The Blecch“. Lou Pearlman přistoupil ke Kirkpatrickovi s myšlenkou založit další skupinu, a tak vytvořil jádro pro 'N Sync. Kirkpatrick se zúčastnil hry Gone Country 2 s dalšími herci, jako jsou: Sebastian Bach, Irene Car, Mikalah Gordon, Jermaine Jackson, Lorenz Lamas a Sean Young. Kirkpatrick se objevil v hudebních videích pro „Lifestyles Of The Rich And Famous“ od Good Charlotte, „2nd Sucks“ od A Day to Remember a „Irresistible“ od Fall Out Boy s Demi Lovato.